# Listes de mines en Angola
Voici une liste de mines situées en Angola, triée par type de production.

## Liste

### Diamants
- Mine de Catoca
- mine de diamant Fucauma (en)
- mine de diamant Luarica (en)